# Déwa Karguéri
Déwa Karguéri (auch: Déwa Kalgéri, Déwa Kalguéri, Déwa Kalguiri, Déwa Kaliguidi, Déwa Kargéri) ist ein Dorf in der Landgemeinde Gueskérou in Niger.

## Geographie
Das Dorf liegt auf einer Höhe von 300 m am Fluss Komadougou Yobé, der hier die Staatsgrenze zu Nigeria bildet. Es befindet sich rund sechs Kilometer südwestlich des Hauptorts Gueskérou der gleichnamigen Landgemeinde, die zum Departement Diffa in der gleichnamigen Region Diffa gehört. Zu den weiteren Siedlungen in der Umgebung von Déwa Karguéri zählt N’Garoua Koura.
Déwa Karguéri besteht aus vier Ortsteilen, die jeweils von eigenen traditionellen Ortsvorsteher (chefs traditionnels) geleitet werden: Déwa I, Déwa II, Karguéri I und Karguéri II. Der 270 Hektar große Doumpalmen-Hain von Déwa steht unter Naturschutz. Das Dorf ist Teil der 860.000 Hektar großen Important Bird Area des Graslands und der Feuchtgebiete von Diffa. Zu den in der Zone beobachteten Vogelarten zählen Arabientrappen, Beaudouin-Schlangenadler, Braunrücken-Goldsperlinge, Fuchsfalken, Nordafrikanische Lachtauben, Nubiertrappen, Prachtnachtschwalben, Purpurglanzstare, Rothalsfalken, Sperbergeier und Wüstenspechte als ständige Bewohner sowie Rötelfalken, Steppenweihen und Uferschnepfen als Wintergäste.

## Geschichte
Die Kolonialmacht Frankreich richtete Anfang des 20. Jahrhunderts einen Kanton in Déwa Karguéri (Déoua) ein. Diesem wurden 1922 der Kanton N’Garoua Koura und 1933 der Kanton Diffa angeschlossen. Die Kantone von Déwa Karguéri, Bosso und Lada wurden am 1. Juli 1933 zum neuen Kanton Komadougou mit Sitz in Gueskérou zusammengeschlossen.
Bei einem Angriff der Terrorgruppe Boko Haram auf das Dorf wurden im April 2018 zwei Menschen entführt.

## Bevölkerung
Bei der Volkszählung 2012 hatte Déwa Karguéri 1897 Einwohner, die in 327 Haushalten lebten. Bei der Volkszählung 2001 betrug die Einwohnerzahl 618 in 243 Haushalten und bei der Volkszählung 1988 belief sich die Einwohnerzahl auf 1190 in 252 Haushalten.

## Wirtschaft und Infrastruktur
In Déwa Karguéri gibt es einen Markt. Wie in anderen Orten im Süden der Region Diffa wird Paprika angebaut, der auch nach Nigeria exportiert wird. Am Fluss wird Fischerei betrieben, die einen wichtigen Wirtschaftszweig für die Region Diffa darstellt. Die gefangenen Raubwelse, Tilapia und Afrikanischen Knochenzüngler werden überwiegend geräuchert und nach Nigeria exportiert oder in andere Regionen Nigers verkauft. Zu einem geringeren Teil werden Fische aus Déwa Karguéri frisch in der Regionalhauptstadt Diffa verkauft. Mit einem Centre de Santé Intégré (CSI) ist ein Gesundheitszentrum in Déwa Karguéri vorhanden. Das nigrische Unterrichtsministerium richtete 1996 gemeinsam mit dem Welternährungsprogramm der Vereinten Nationen zahlreiche Schulkantinen in von Ernährungsunsicherheit betroffenen Zonen ein, darunter eine für Kinder transhumanter Hirten in Déwa Karguéri. Im Ort wird eine Niederschlagsmessstation betrieben.